# Biserica de lemn din Nima Râciului

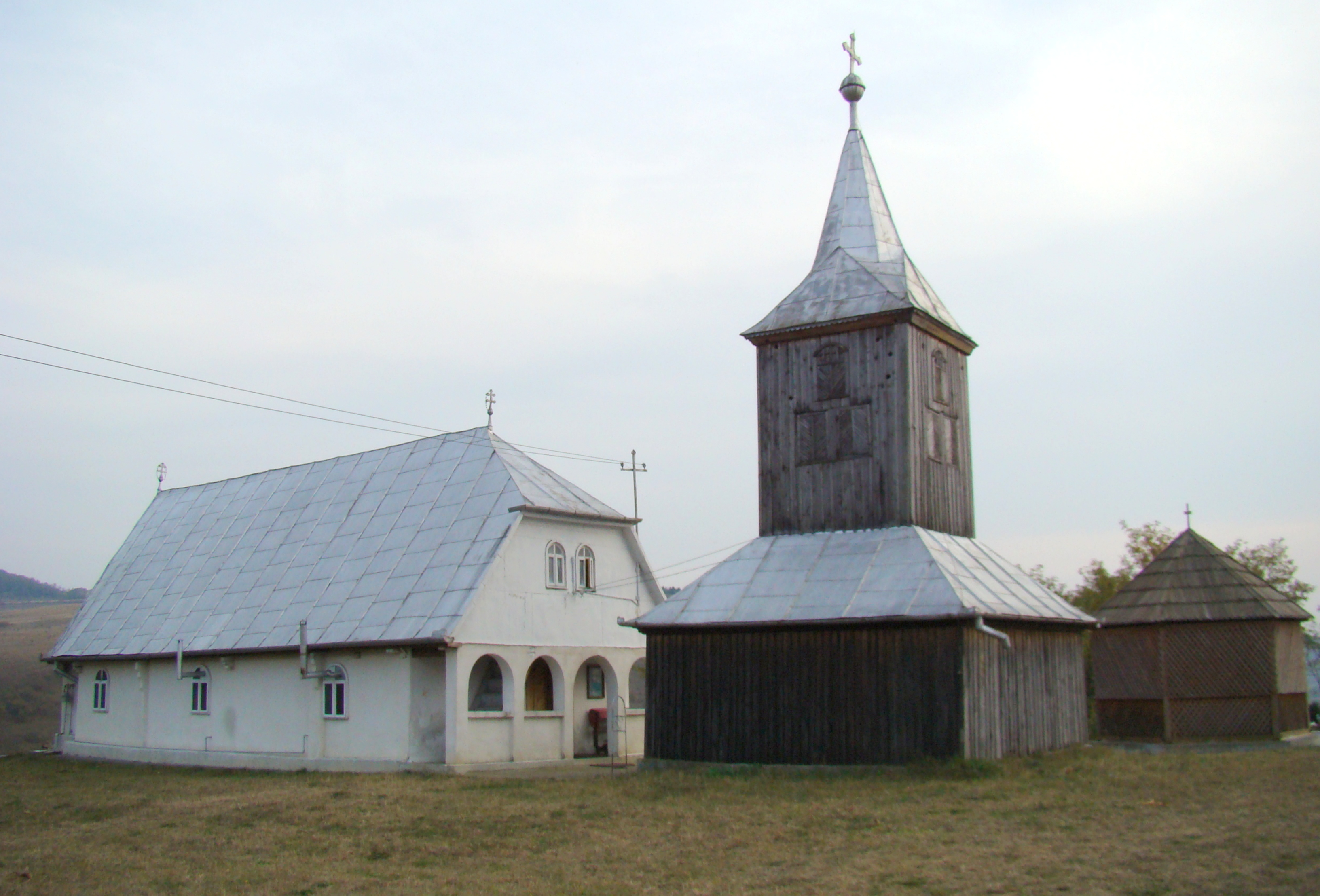
Biserica de lemn din Nima Râciului, comuna Râciu, județul Mureș, foto: octombrie 2009.

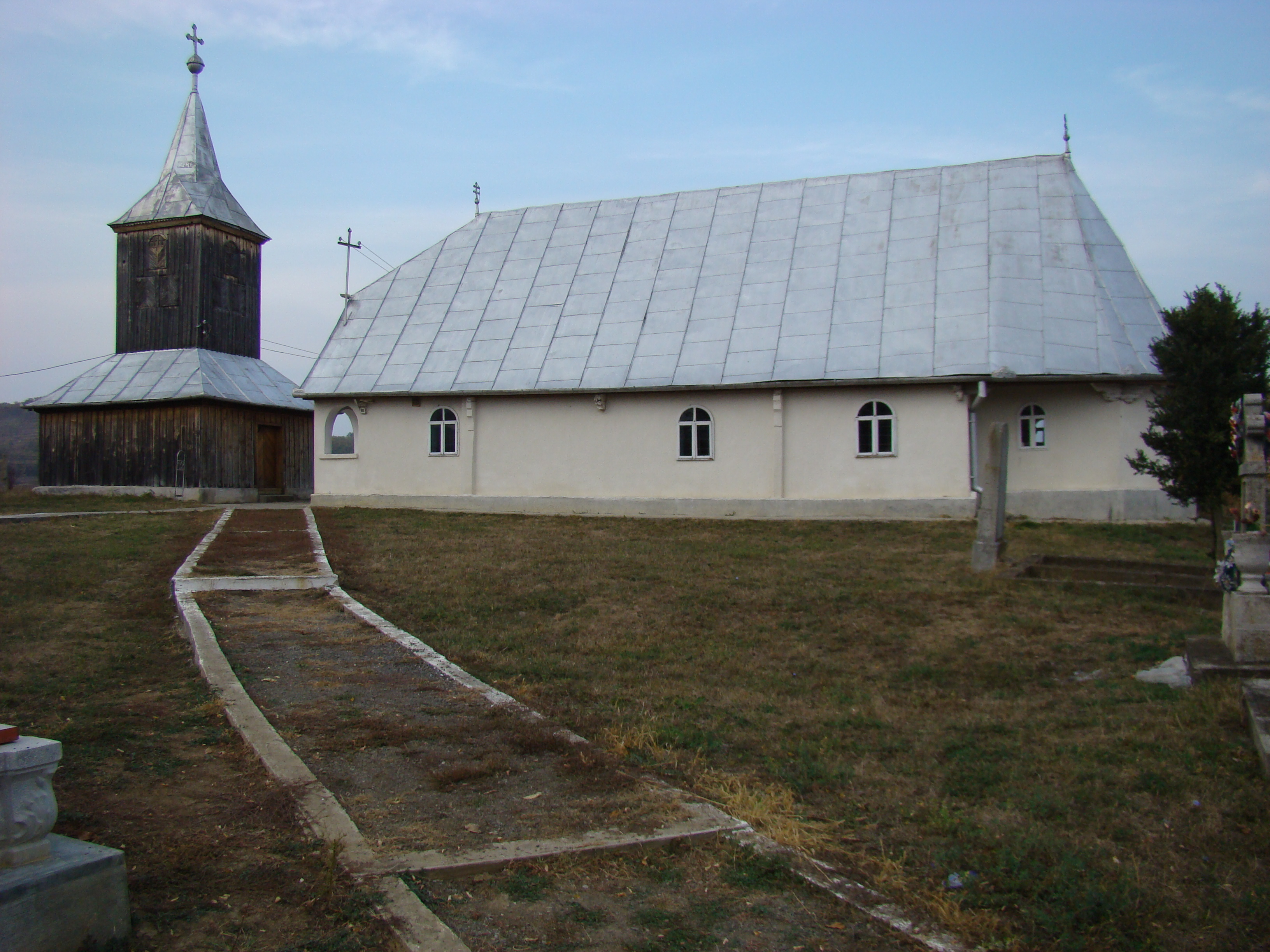
Biserica şi clopotniţa (vedere dinspre sud)

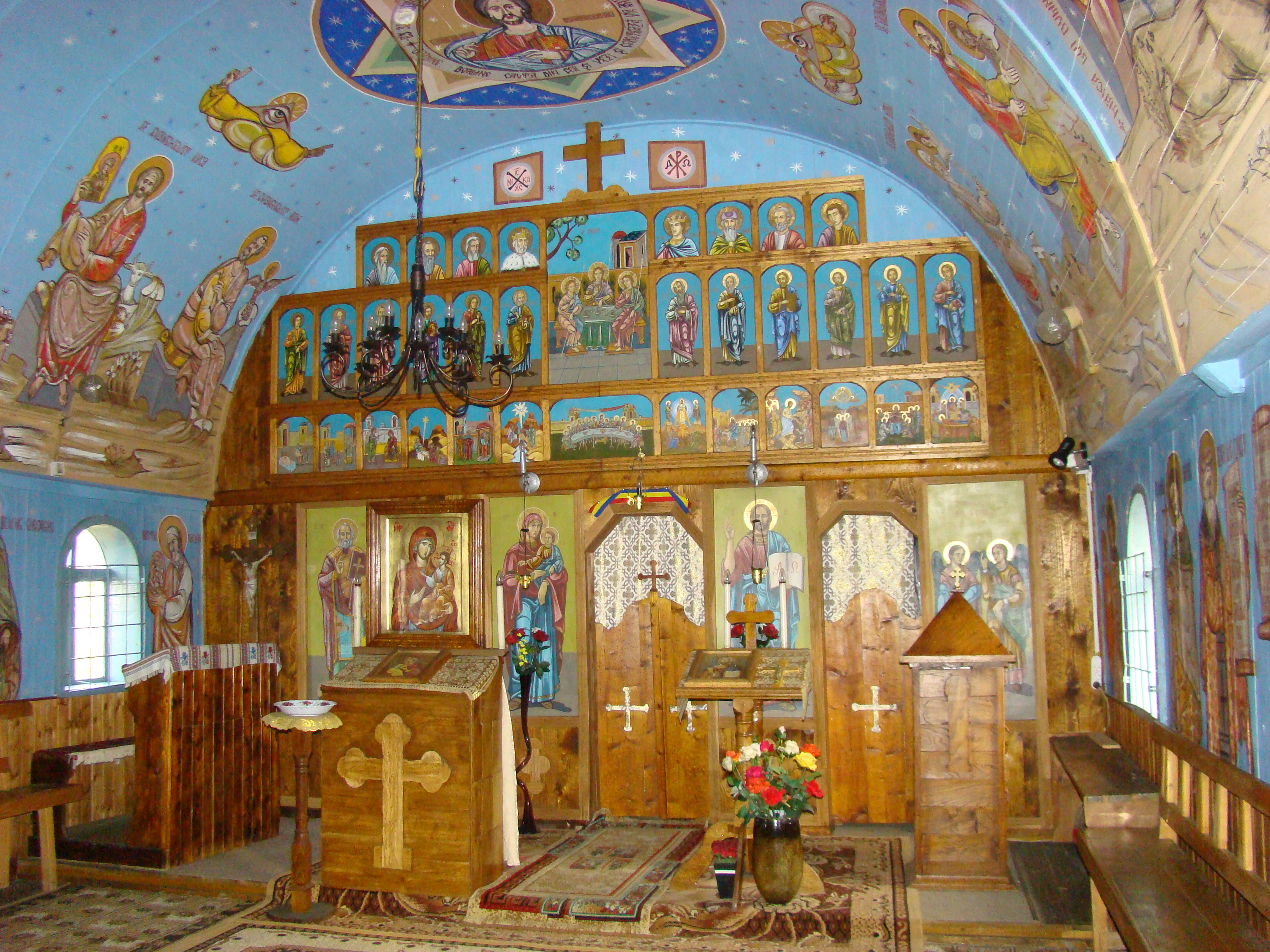
Nava spre iconostas

Biserica de lemn din Nima Râciului, comuna Râciu, județul Mureș a fost ridicată în jurul anului 1800 . Biserica se află pe lista monumentelor istorice, cod LMI MS-II-m-B-15736.

## Istoric și trăsături
Ținând cont de specificul istoric al zonei numită „Câmpia Transilvaniei", o regiune destul de săracă și slab populată în secolele trecute, Nima Râciului este o localitate foarte nouă. La începutul secolului XX satul avea doar câteva familii, iar biserica din lemn, aflată în vatra satului, a fost adusă de la Râciu (în 1925), atunci când populația a inceput să crească și când s-a simțit nevoia unei biserici proprii. S-a păstrat și amintirea unei clopotnițe care străjuia limitele de hotar ale pământului unui grof maghiar, din spusele oamenilor singura construcție aflată pe aceste locuri în secolul XIX. Există și o legendă, despre un clopot luat din vechea construcție și aruncat într-o fântână, la revoluția de la 1848, ca să nu fie confiscat de invadatori, probabil de trupele austriece sau de cele rusești. Tradiția sătească spune că acel clopot s-ar mai afla încă acolo și că doar un om foarte vrednic și lipsit de păcat ar putea să-l mai scoată vreodată.

## Imagini din exterior

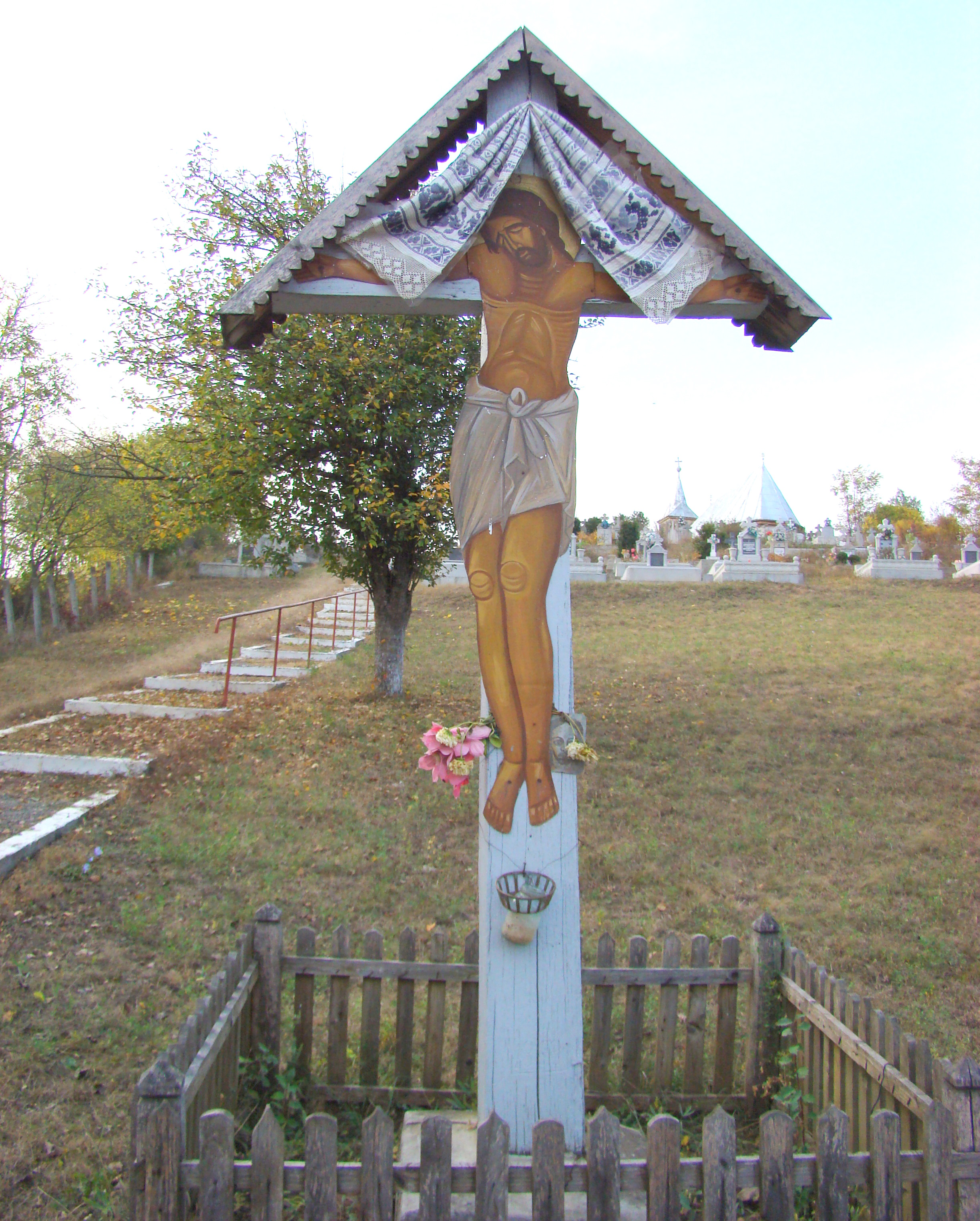
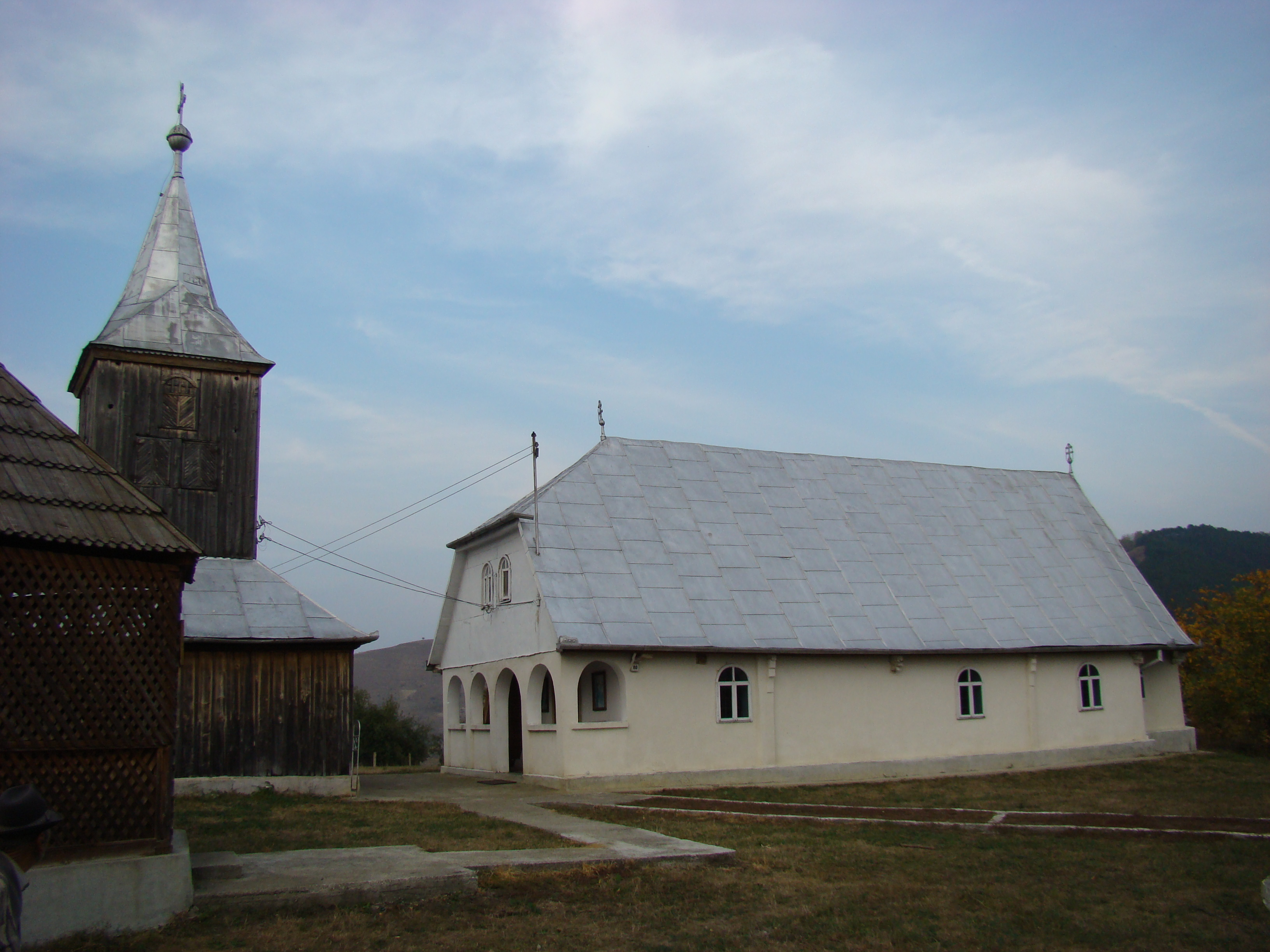
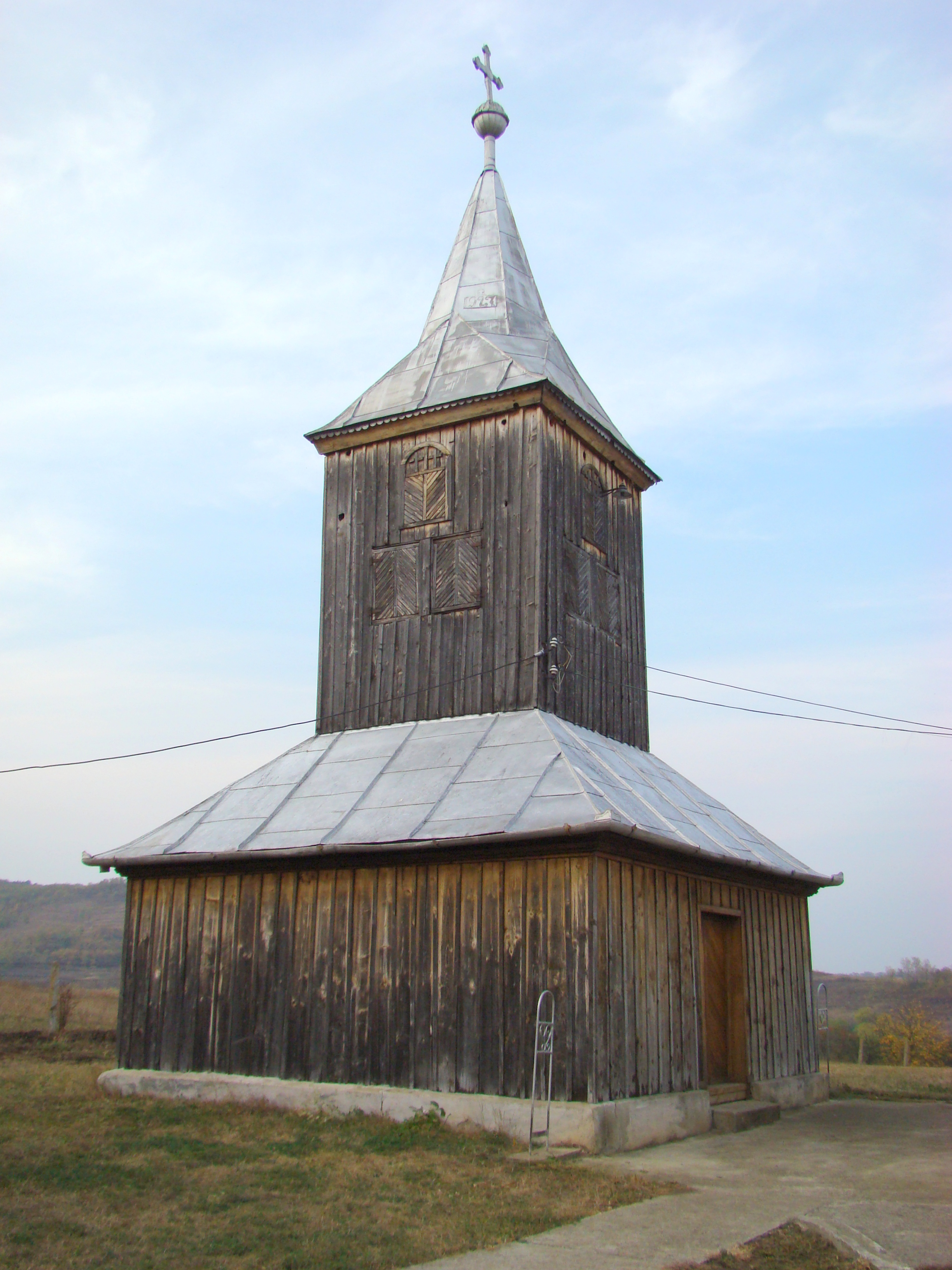
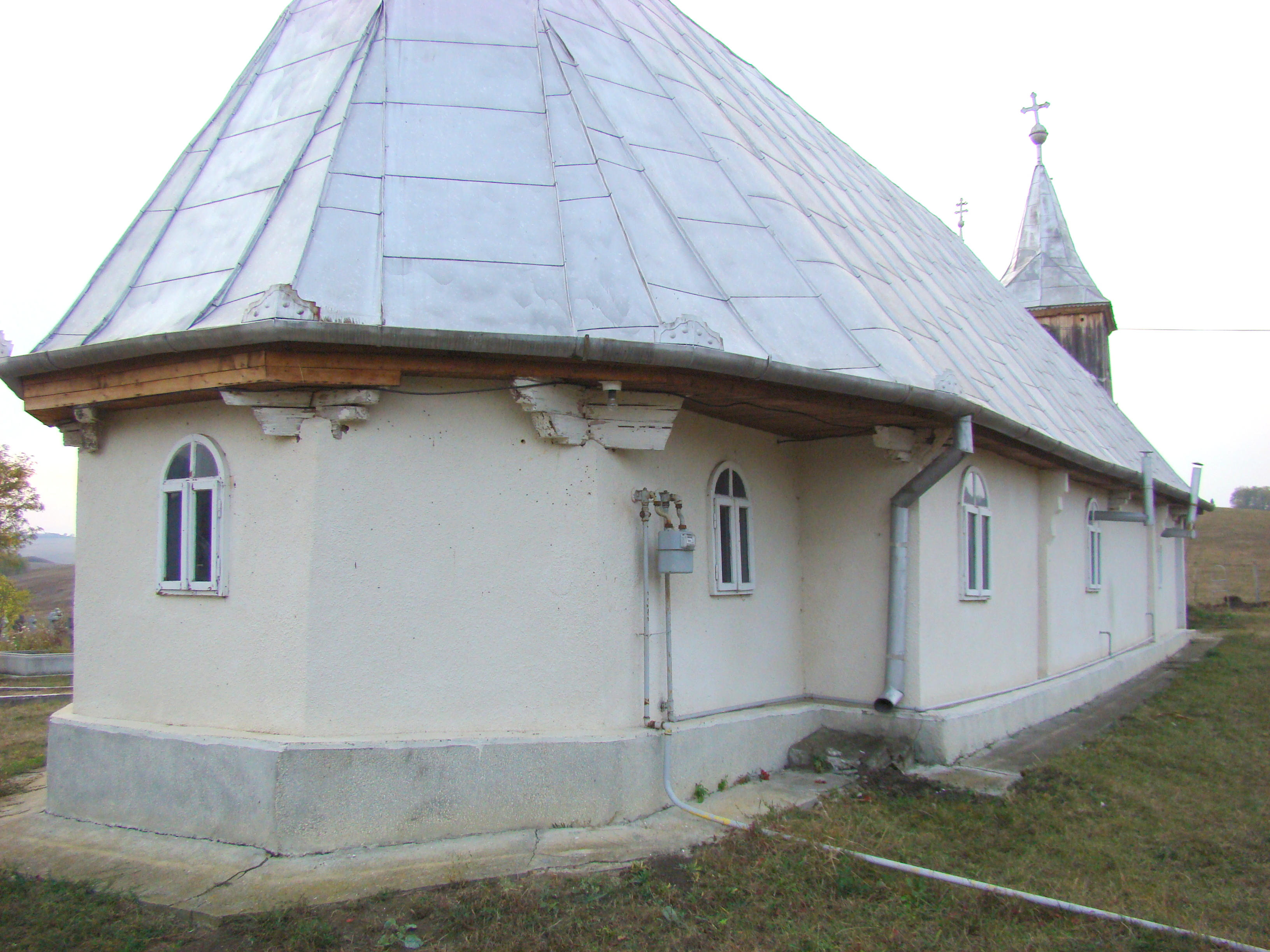
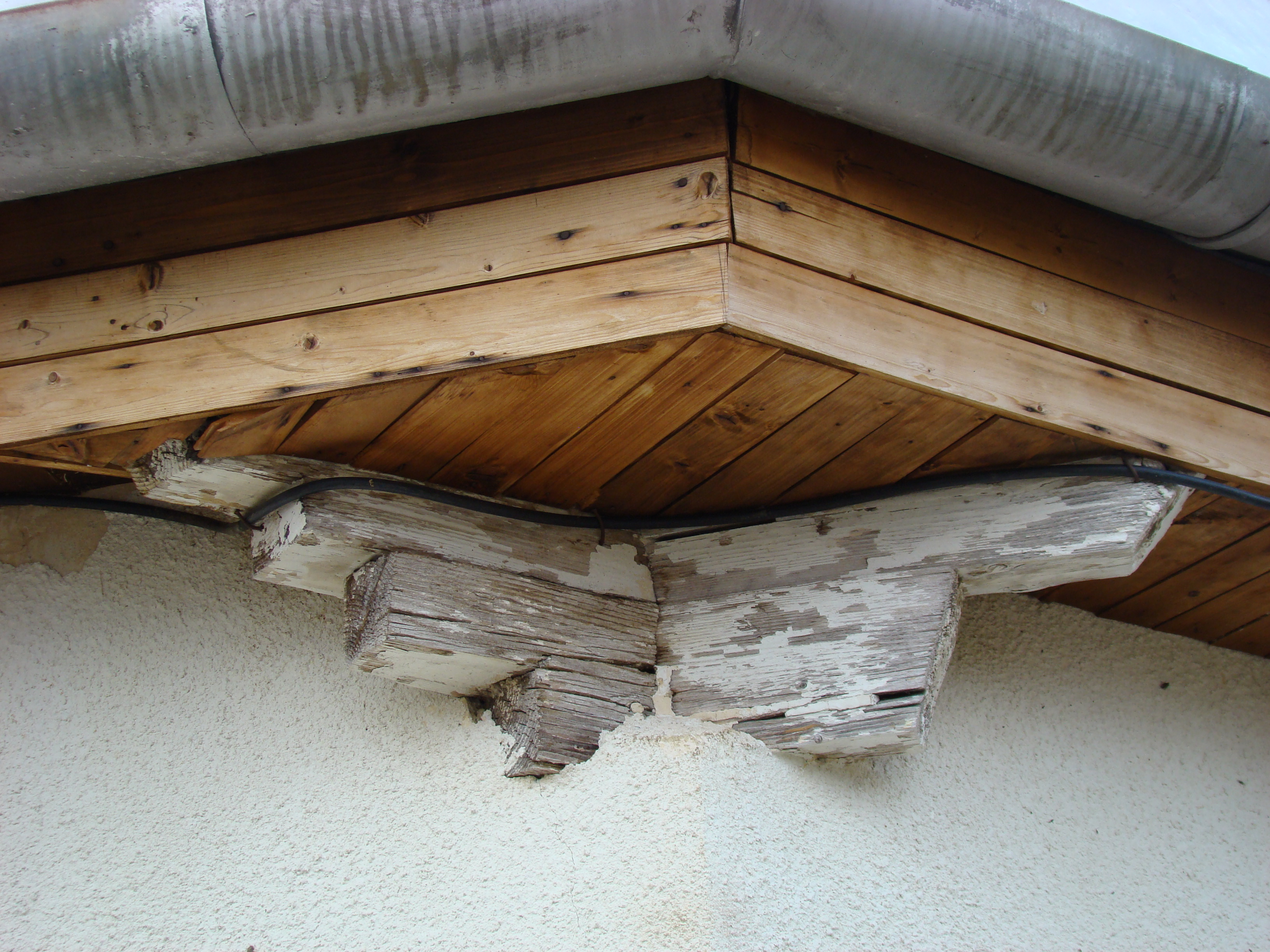
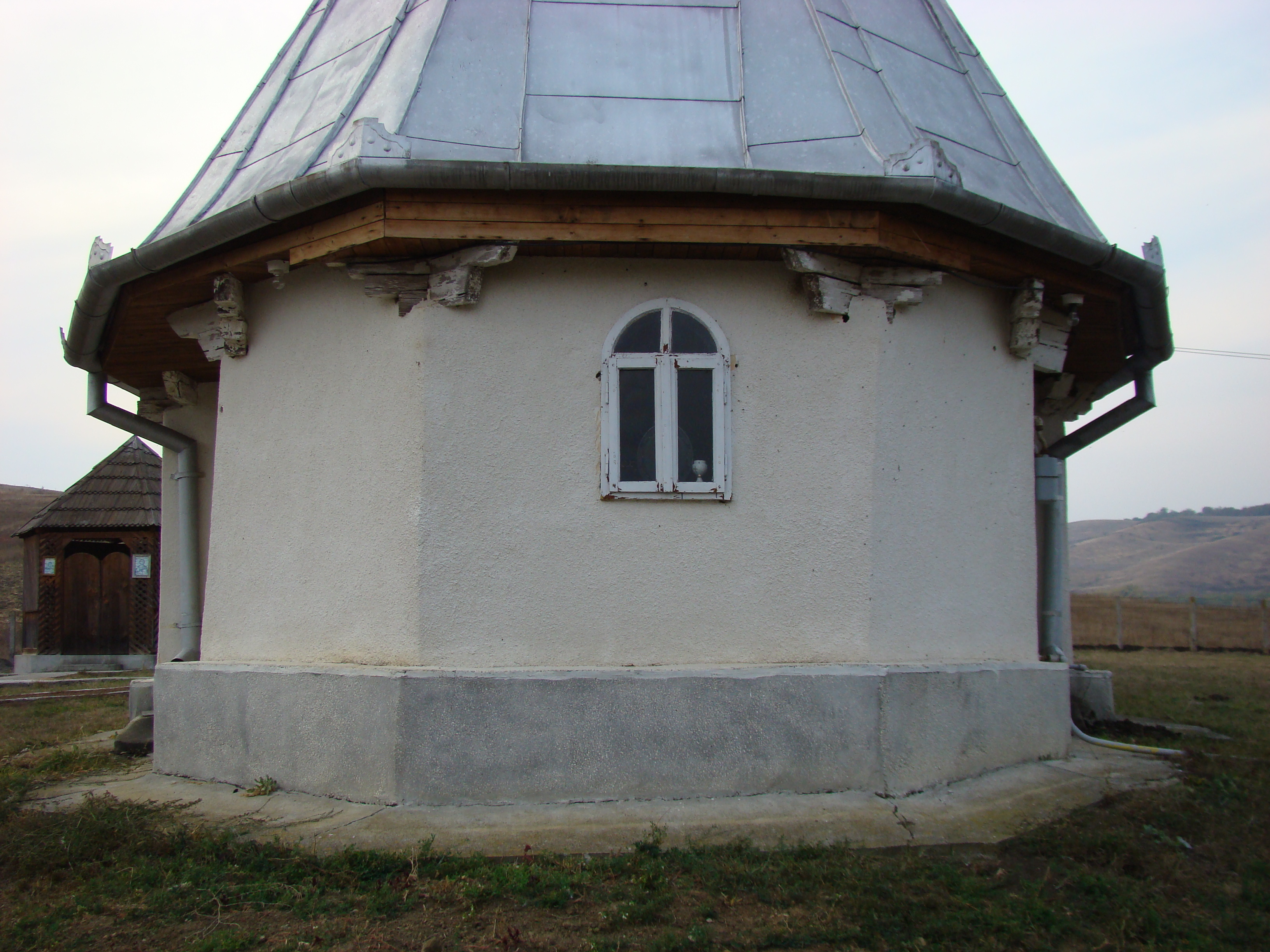
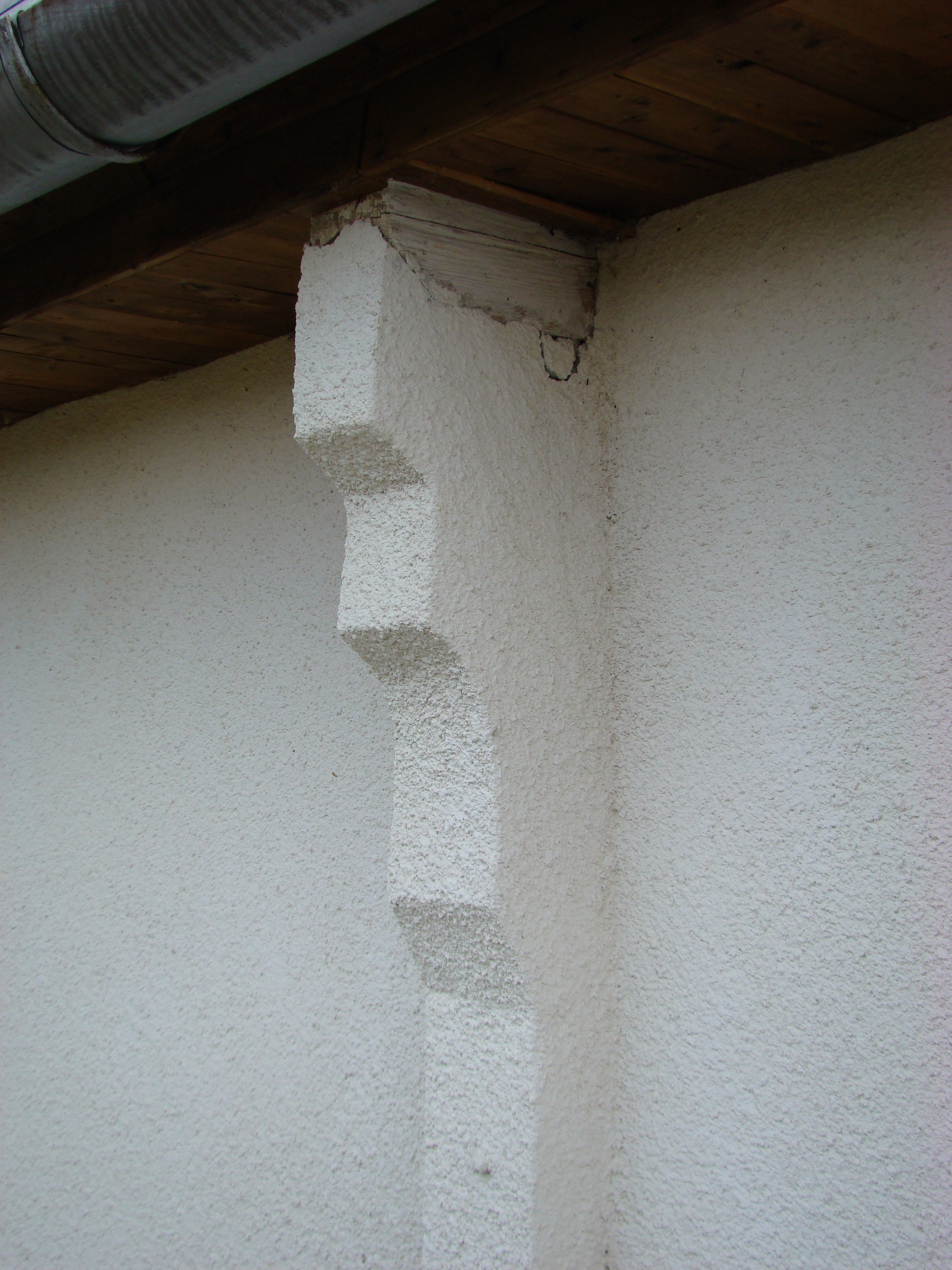
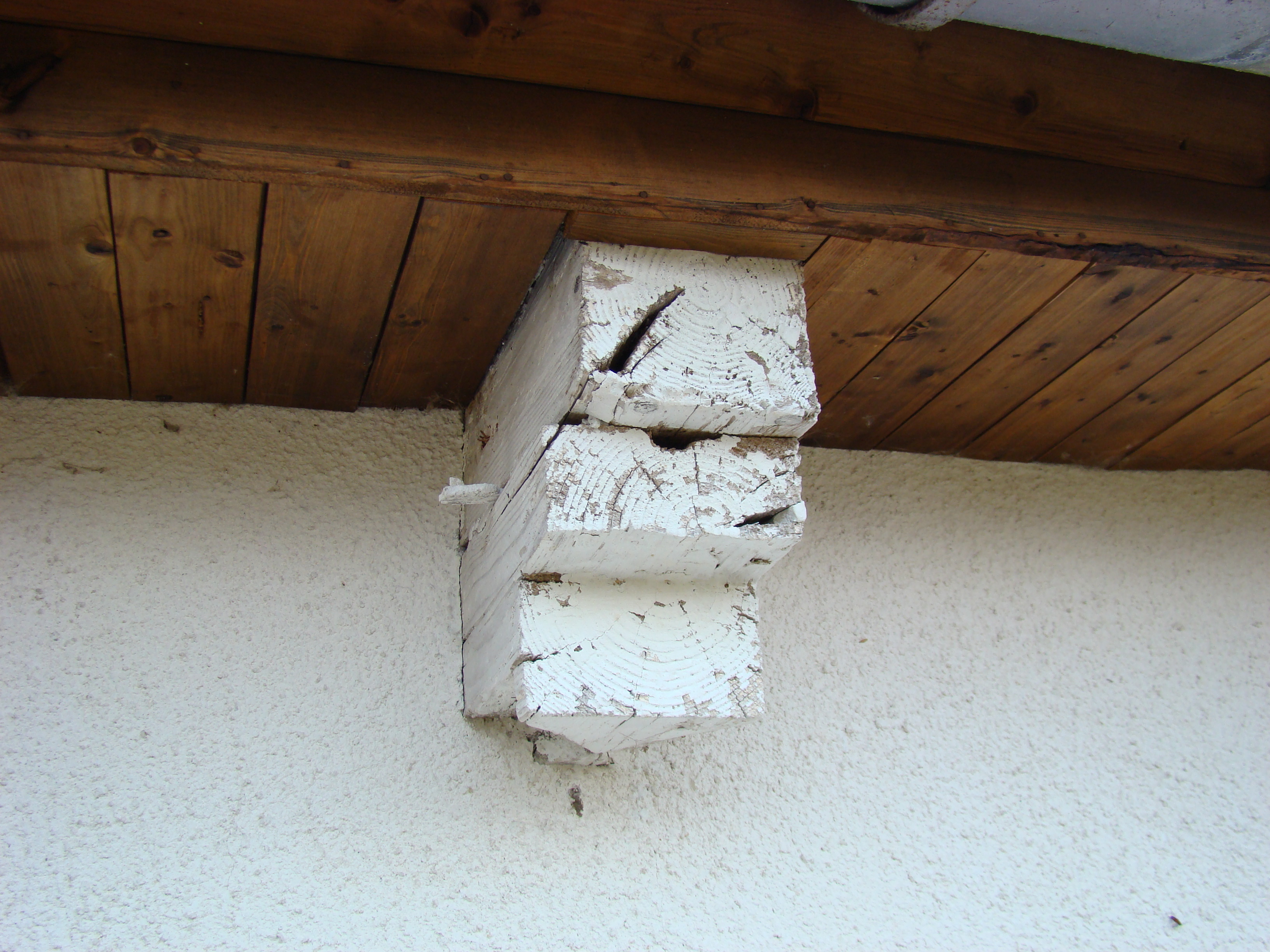
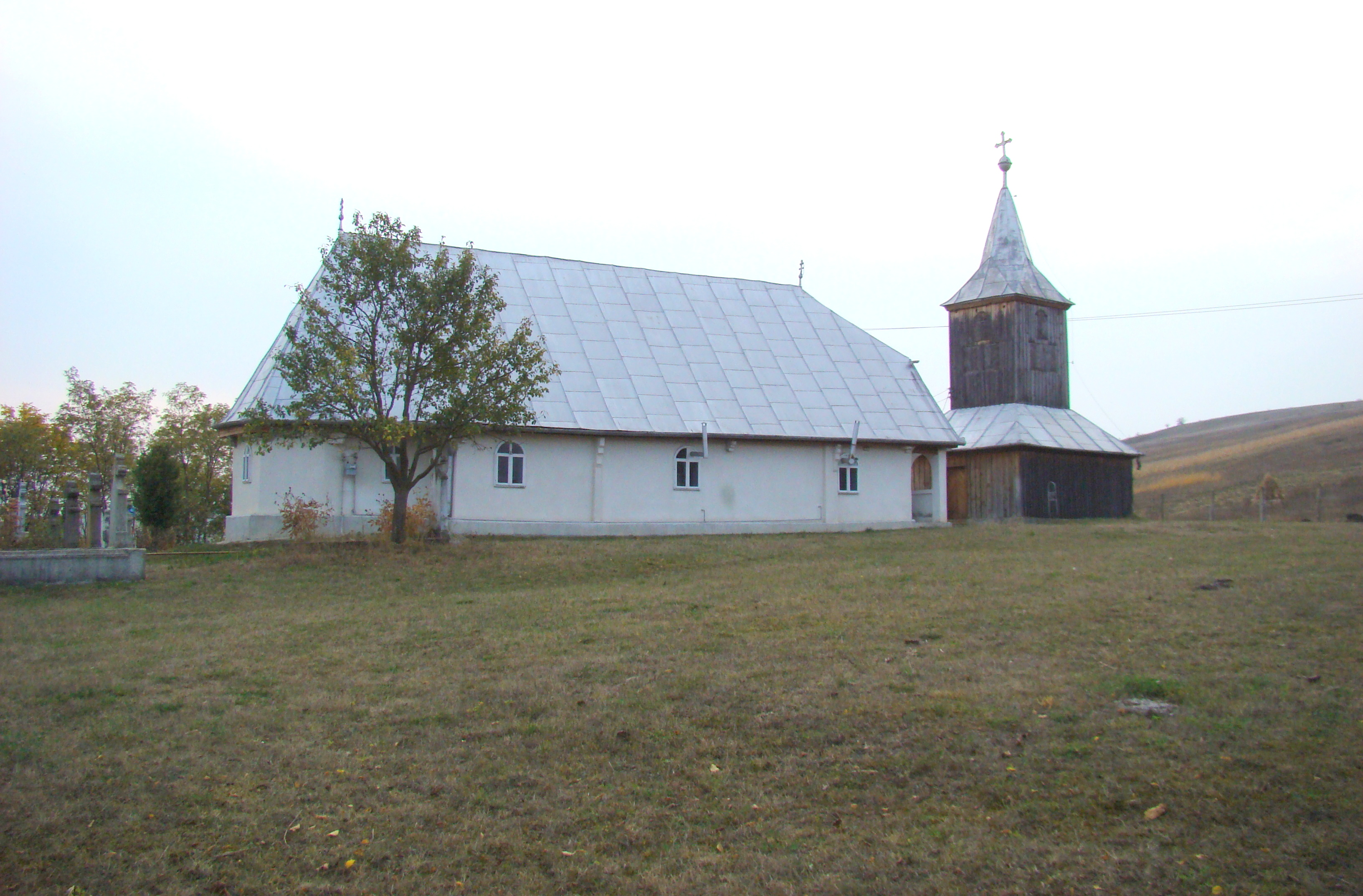
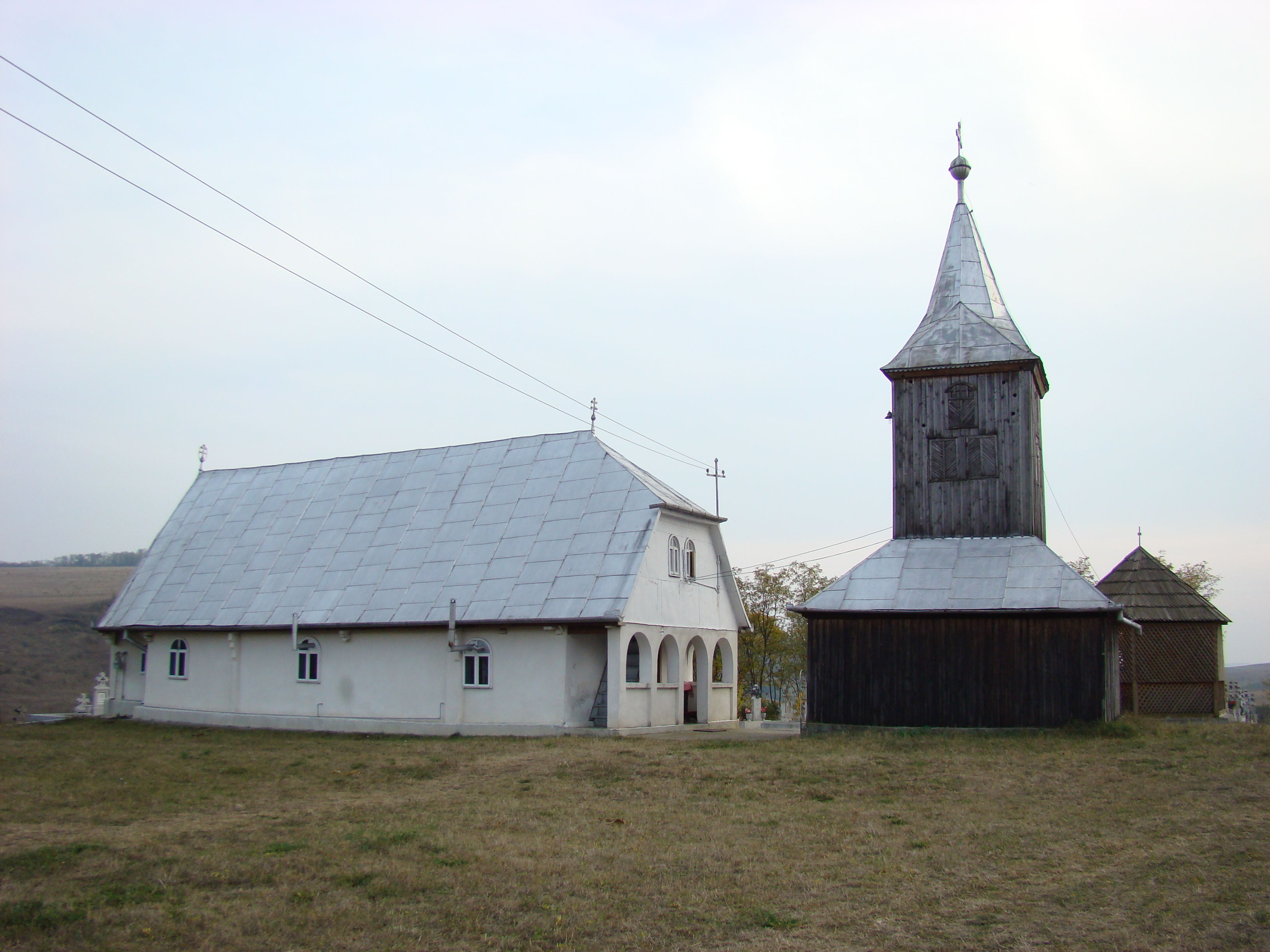
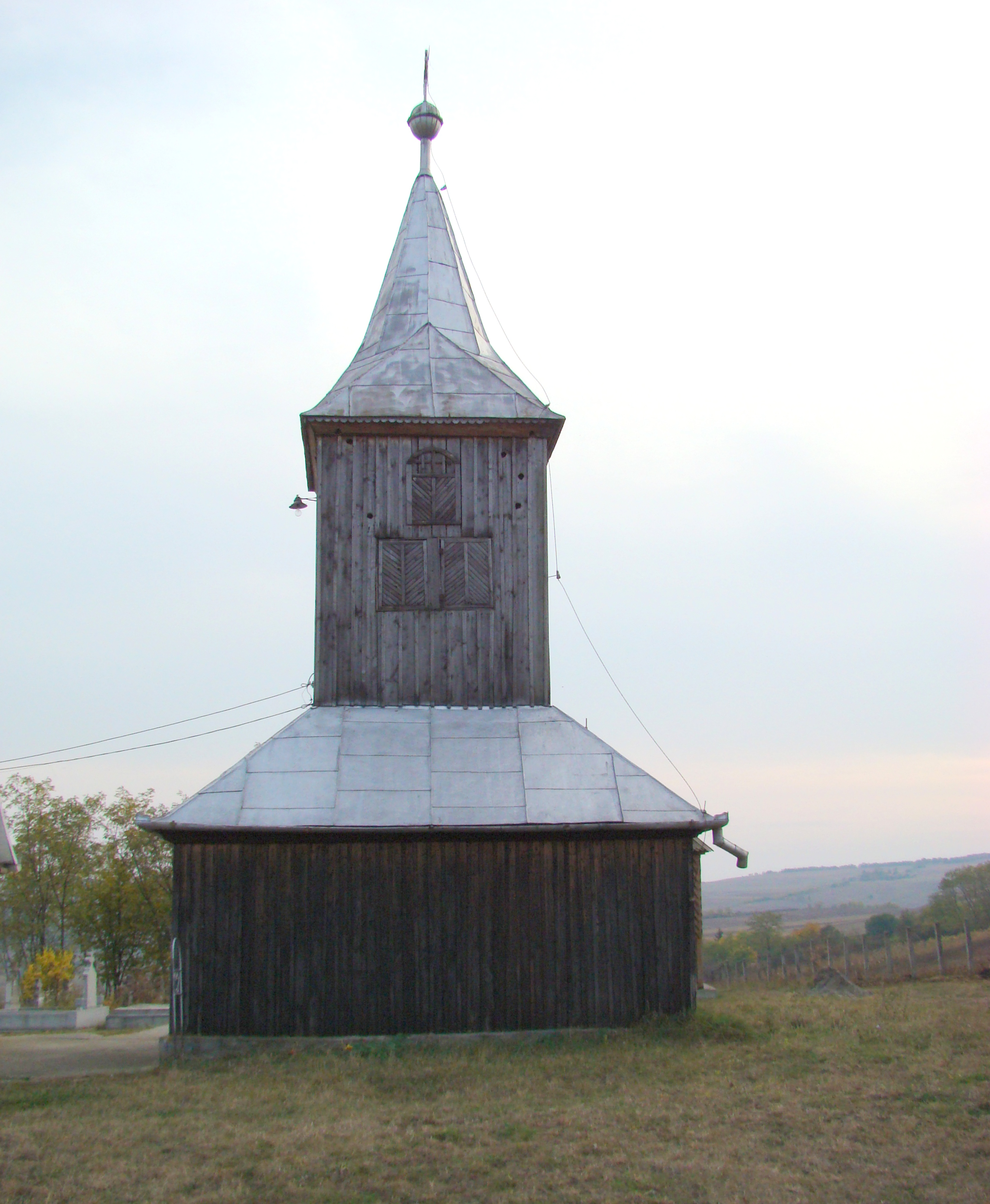
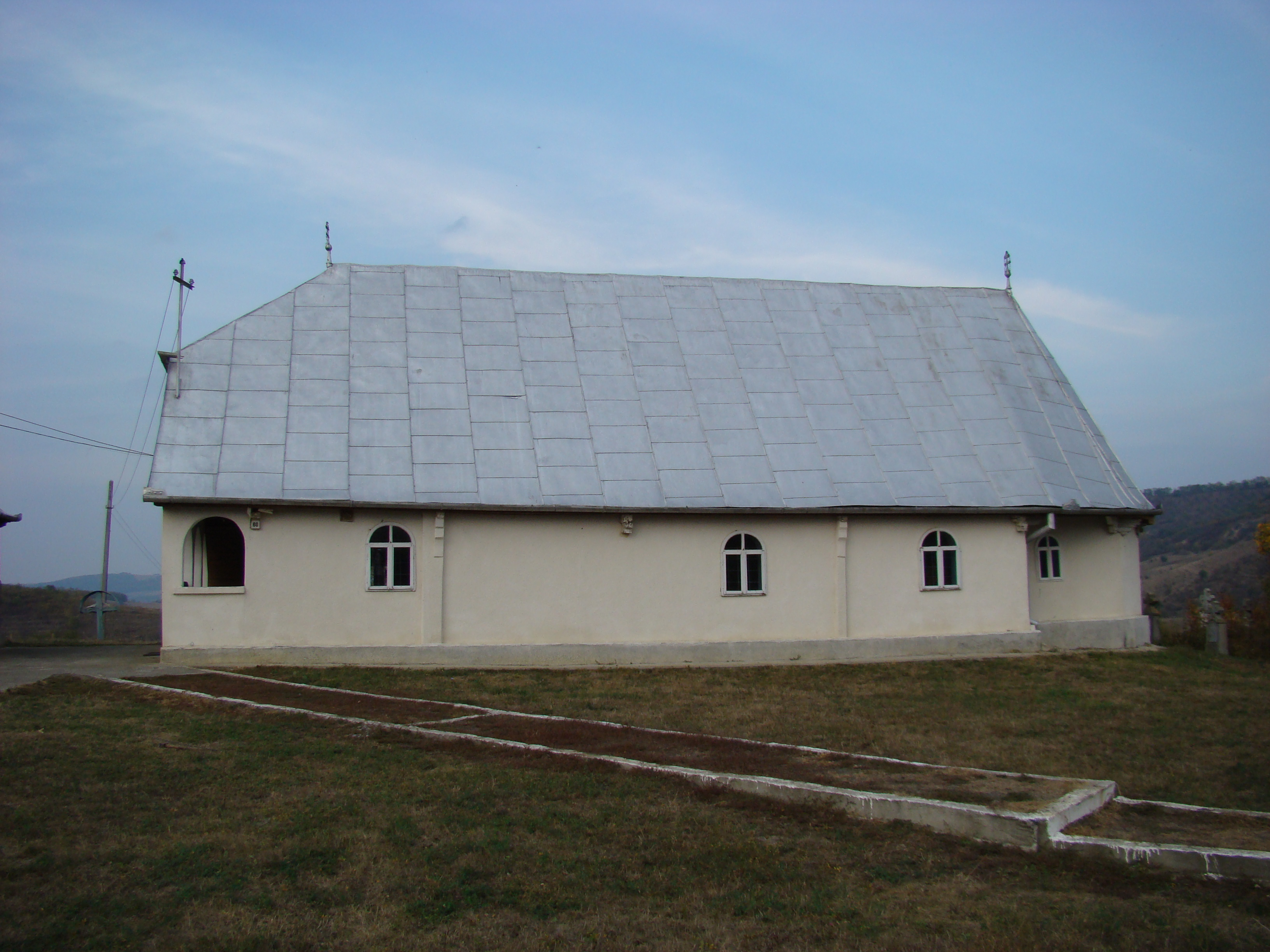
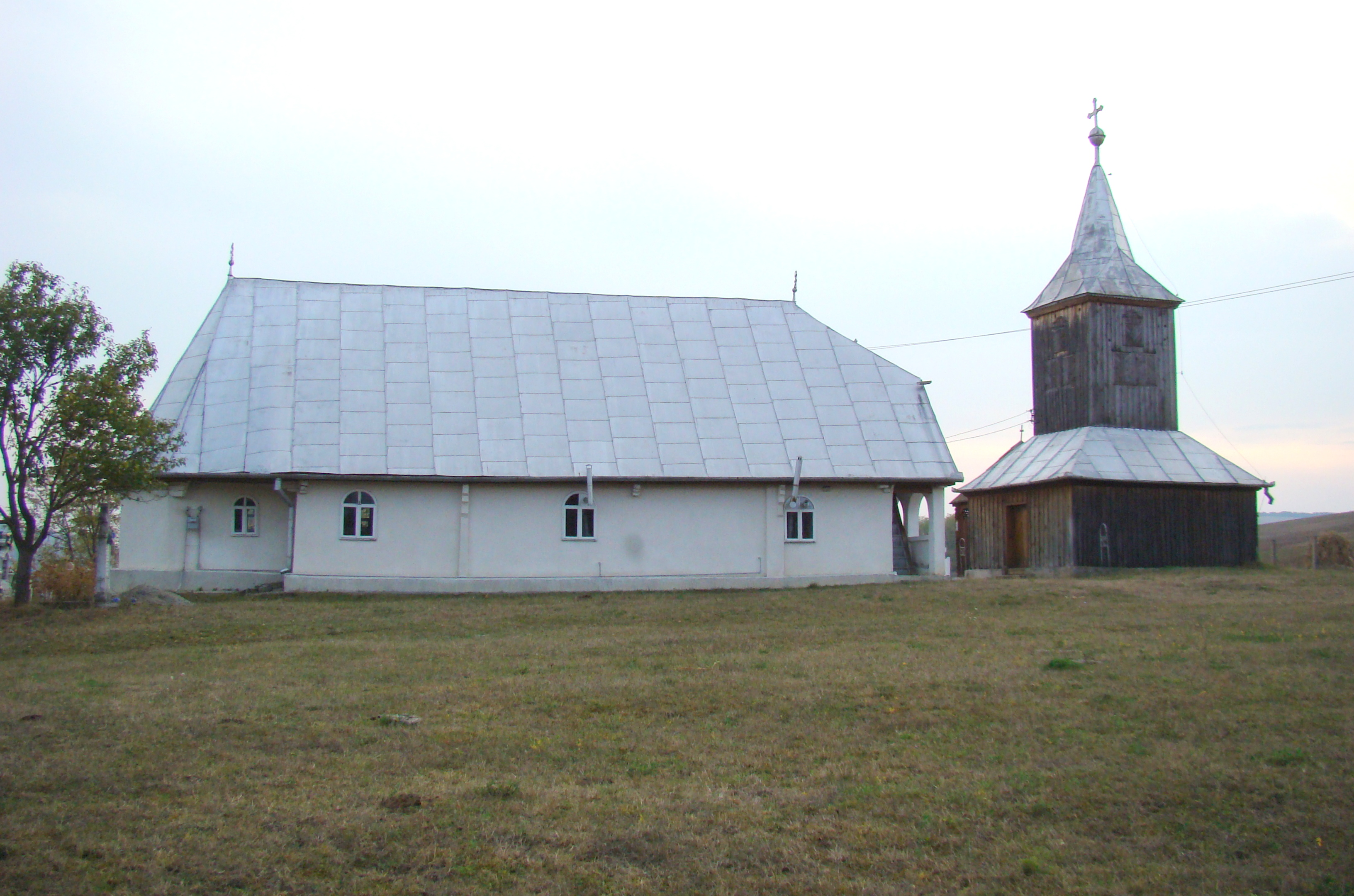

## Imagini din interior

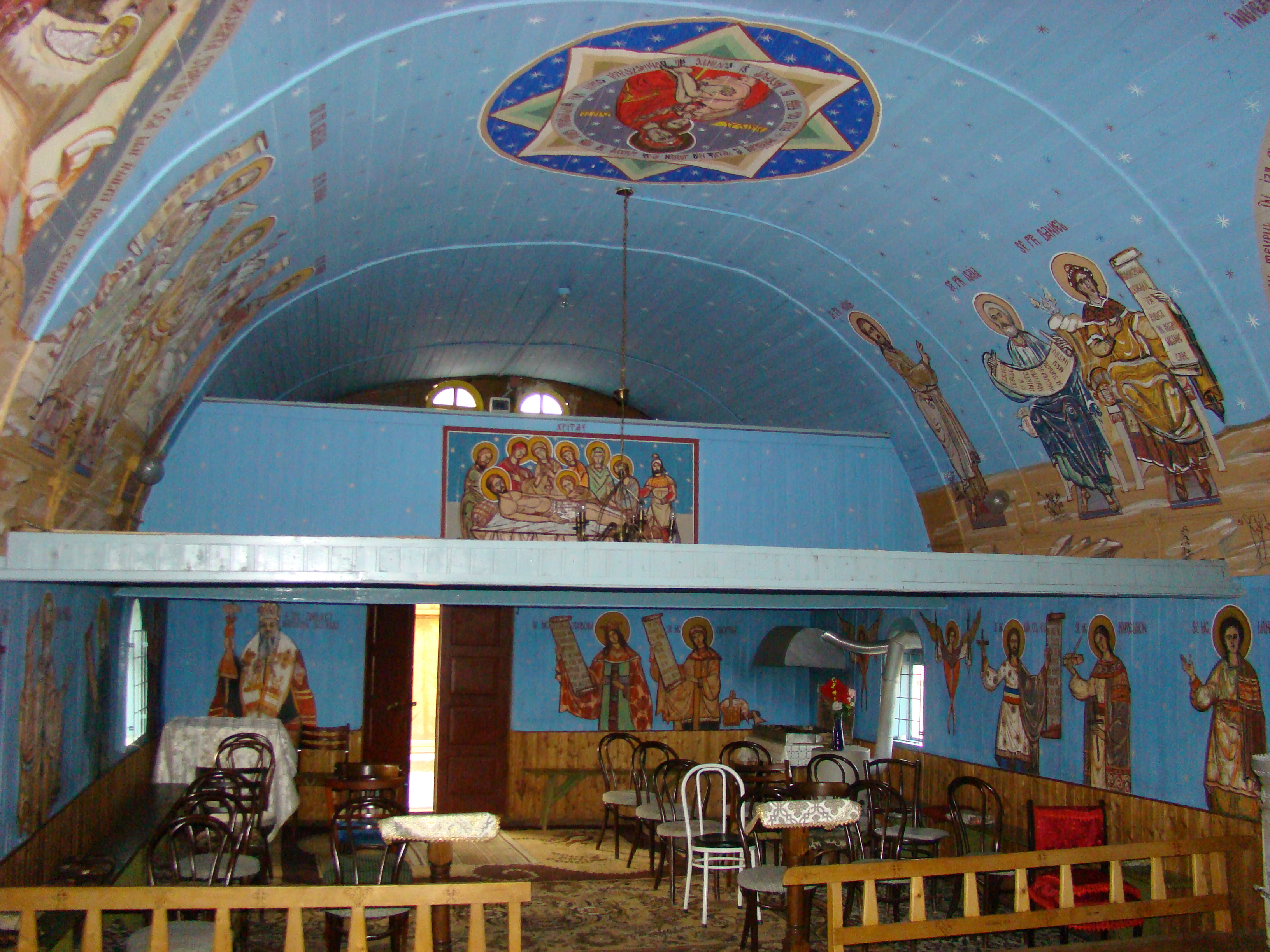
Nava spre ieşire
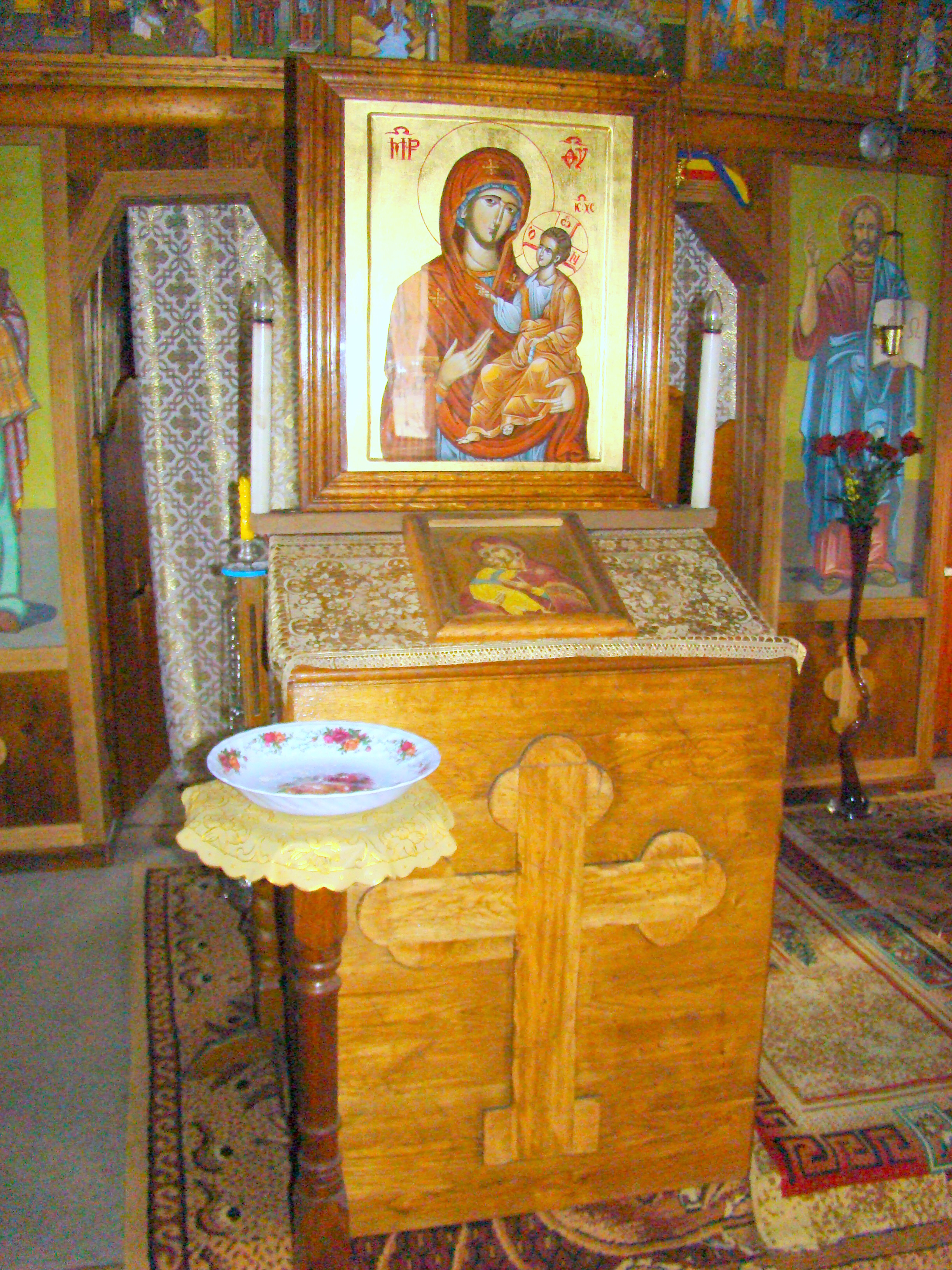
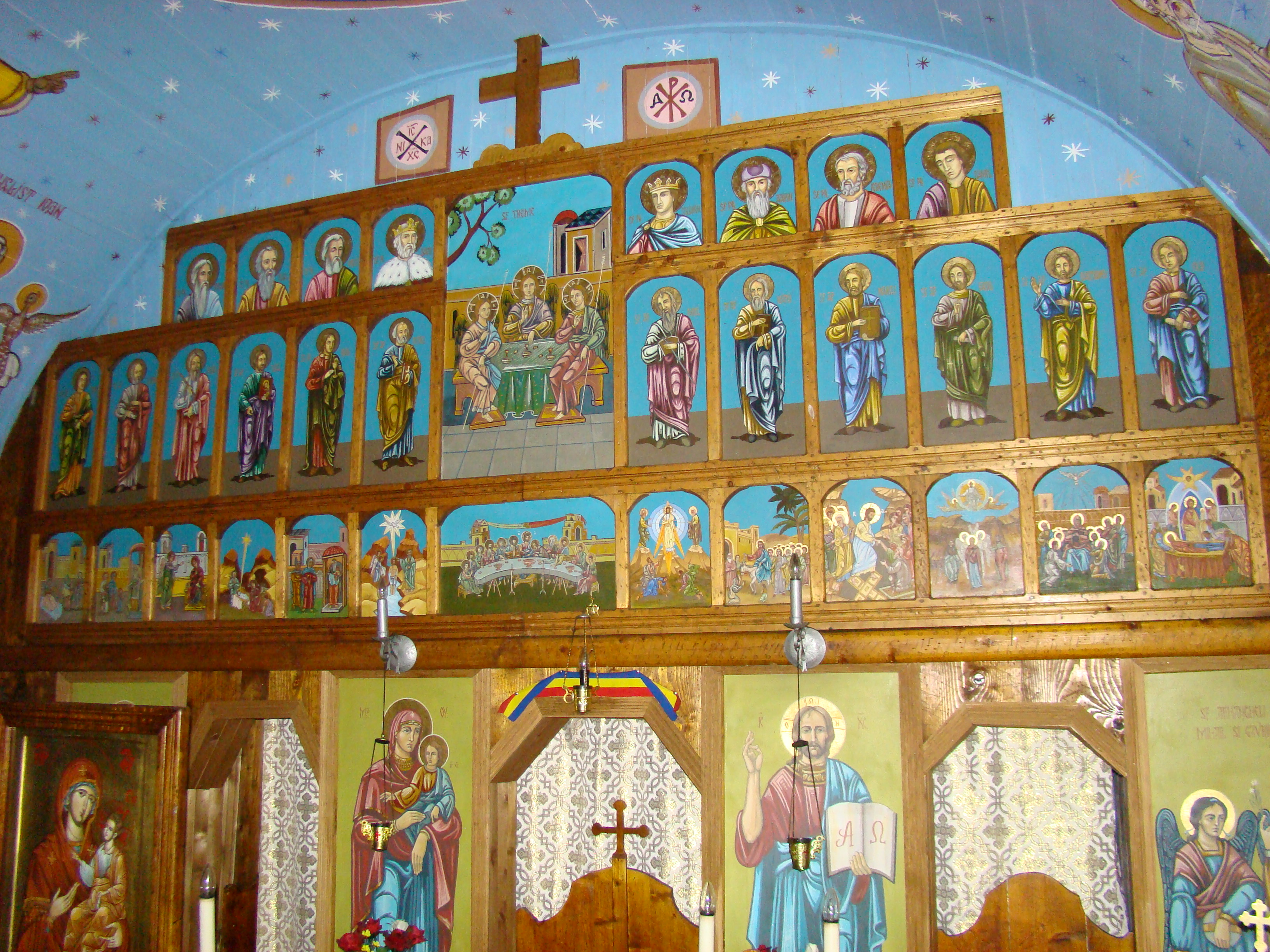
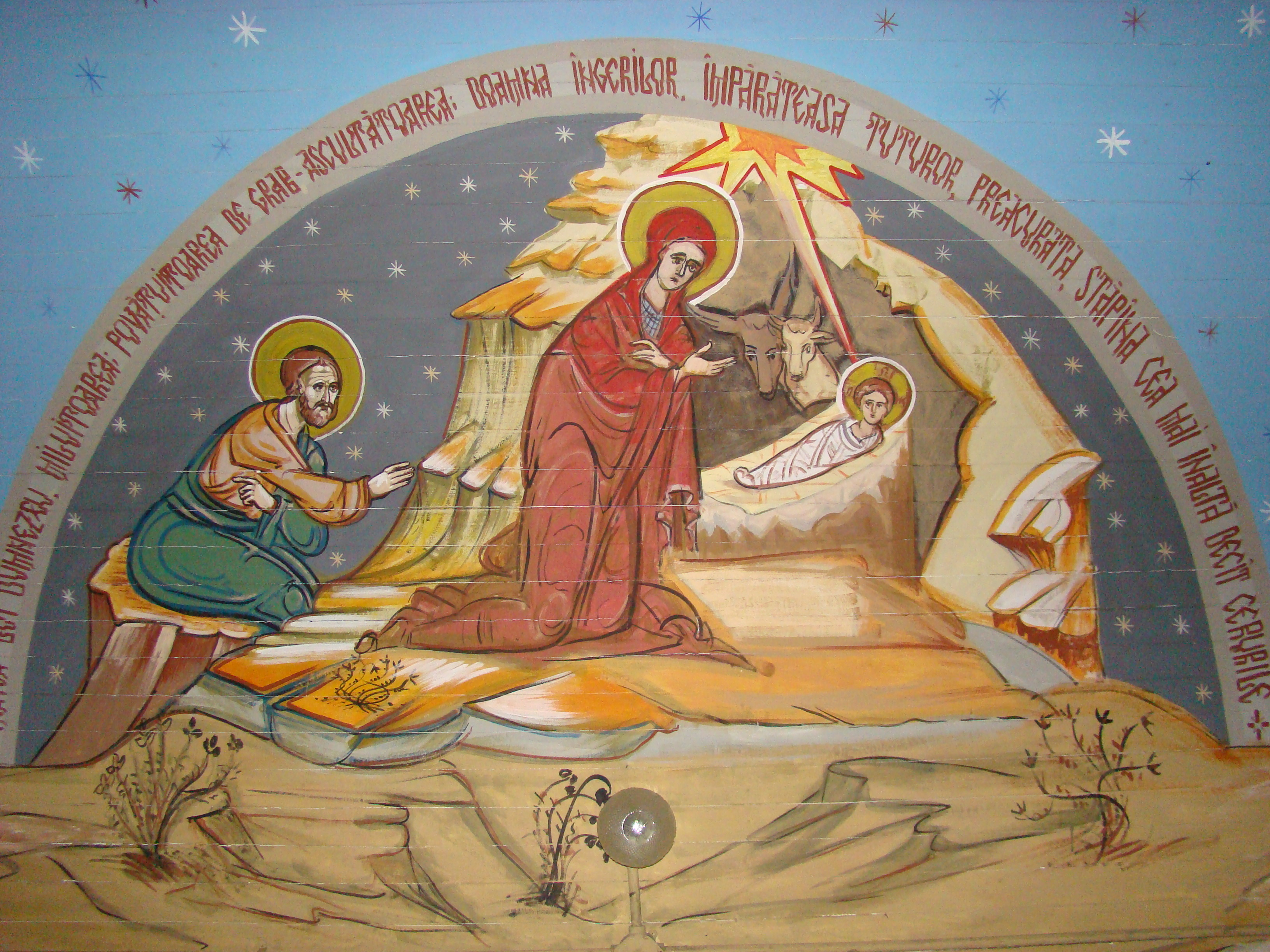
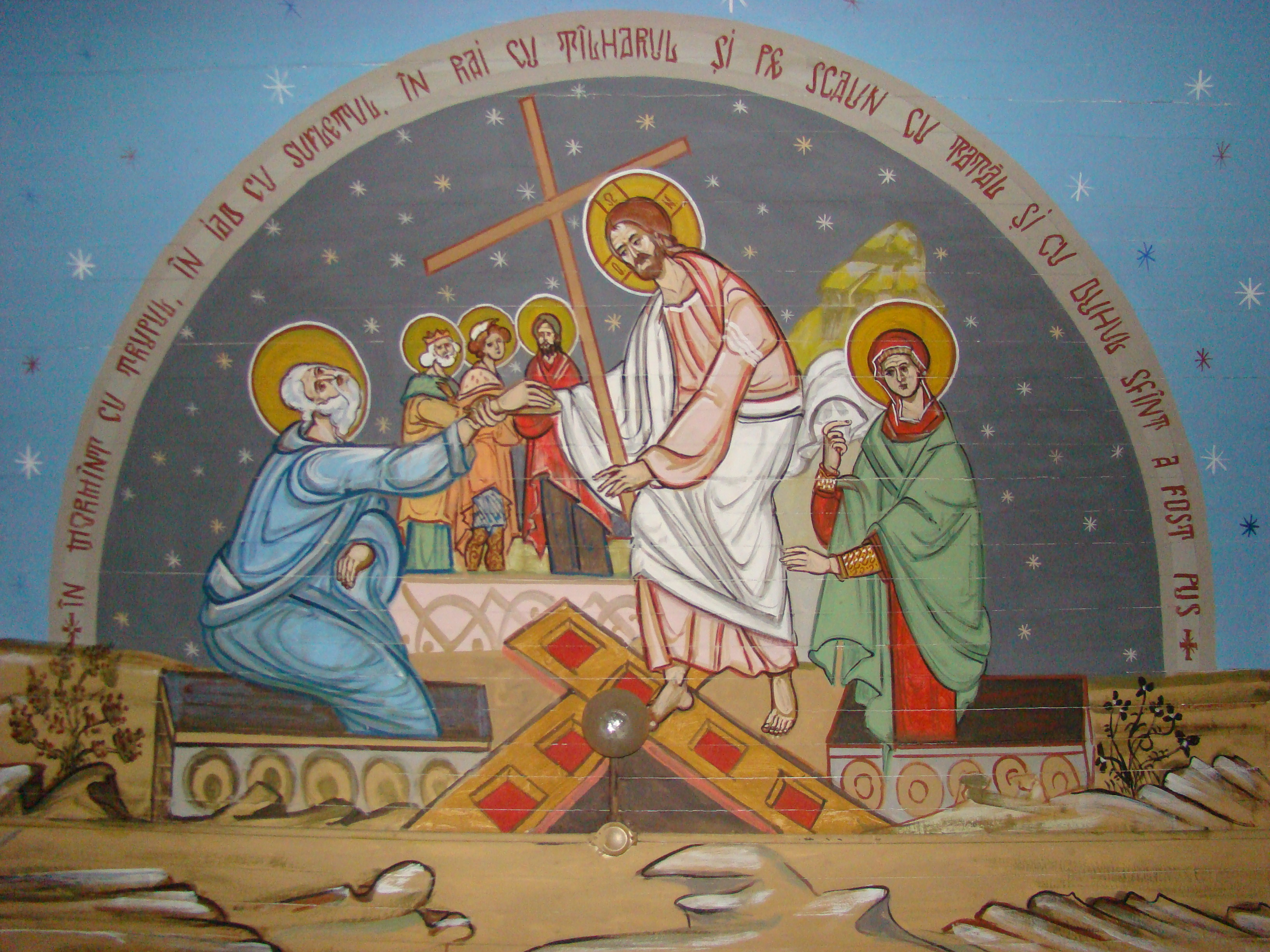
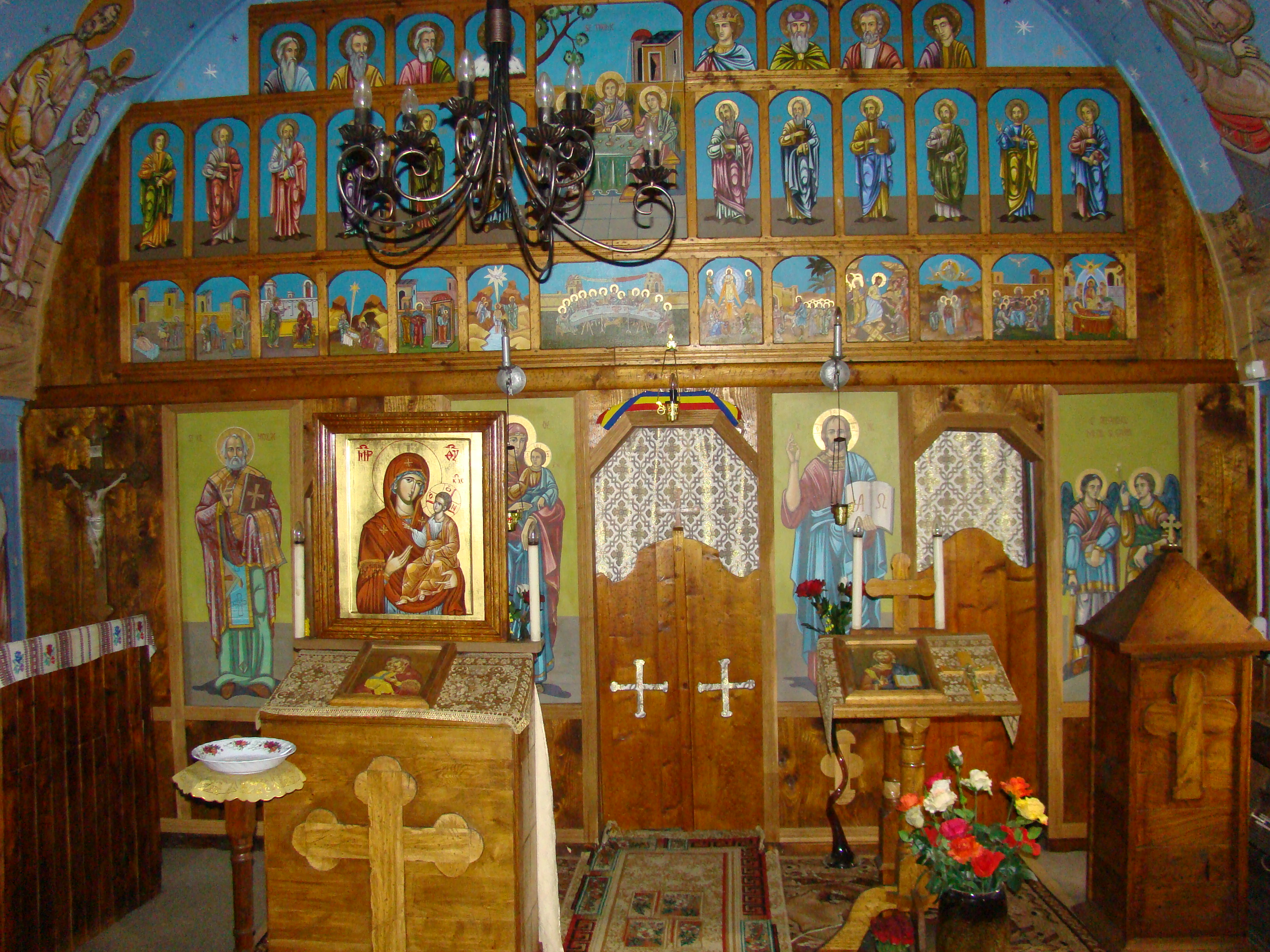